# هارفي سيدارز (نيوجيرسي)
هارفي سيدارز (بالإنجليزية: Harvey Cedars borough, New Jersey)‏ هي منطقة سكنية تقع بولاية نيوجيرسي في الولايات المتحدة. تبلغ مساحتها 3.08 كم2، وترتفع عن سطح البحر 0.9144000000000001 م، بلغ عدد سكانها 337 نسمة في عام 2010 حسب إحصاء مكتب تعداد الولايات المتحدة وتصل الكثافة السكانية فيها 109.4 نسمة لكل كيلومتر مربع (283.3/ميل2).

## التركيبة السكانية
حدّد مكتب تعداد الولايات المتحدة بيانات التركيبة السكانية لهارفي سيدارز في تعداد الولايات المتحدة. في ما يلي، التركيبة السكانية حسب تعدادي 2000 و2010.

### تعداد عام 2000
بلغ عدد سكان هارفي سيدارز 359 نسمة بحسب تعداد عام 2000، وبلغ عدد الأسر 167 أسرة وعدد العائلات 112 عائلة مقيمة في المنطقة السكنية. في حين سجلت الكثافة السكانية 116.6 نسمة لكل كيلومتر مربع (302.0/ميل2). وبلغ عدد الوحدات السكنية 1,205 وحدة بمتوسط كثافة قدره 391.2 لكل كيلومتر مربع (1,013.2/ميل2).
وتوزع التركيب العرقي للمنطقة السكنية بنسبة 96.94% من البيض و0.56% من الأمريكيين الأفارقة و0.28% من الأمريكيين الأصليين و0.28% من الأمريكيين ذوي الأصول الآسيوية و1.95% من الأعراق الأخرى و3.62% من الهسبانيون أو اللاتينيون من أي عرق.
بلغ عدد الأسر 167 أسرة كانت نسبة 18.6% منها لديها أطفال تحت سن الثامنة عشر تعيش معهم، وبلغت نسبة الأزواج القاطنين مع بعضهم البعض 61.7% من أصل المجموع الكلي للأسر، ونسبة 4.2% من الأسر كان لديها معيلات من الإناث دون وجود شريك،  بينما كانت نسبة 1.2% من الأسر لديها معيلون من الذكور دون وجود شريكة وكانت نسبة 32.9% من غير العائلات. تألفت نسبة 29.3% من أصل جميع الأسر من عدة أفراد يعيشون في نفس المنزل ونسبة 15.6% كانت تتألف من شخص يعيش بمفرده يبلغ من العمر 65 عاماً أو أكثر. وبلغ متوسط حجم الأسرة المعيشية 2.15، أما متوسط حجم العائلات فبلغ 2.61.
بلغ العمر الوسطي للسكان 53.7 عاماً. وكانت نسبة 14.5% من القاطنين تحت سن الثامنة عشر، وكانت نسبة 4.2% بين الثامنة عشر والرابعة والعشرين عاماً، ونسبة 22% كانت واقعةً في الفئة العمرية ما بين الخامسة والعشرين والرابعة والأربعين عاماً، ونسبة 29% كانت ما بين الخامسة والأربعين والرابعة والستين، ونسبة 30.4% كانت ضمن فئة الخامسة والستين عاماً فما فوق. يوجد لكل 100 أنثى 102.8 ذكر، ويوجد لكل 100 أنثى في الثامنة عشر من عمرها فما فوق 106.0 ذكر.
بلغ متوسط دخل الأسرة في المنطقة السكنية 61,875 دولارًا، أما متوسط دخل العائلة فبلغ 69,722 دولارًا. وكان متوسط دخل الذكور 71,042 دولارًا مقابل 32,361 دولارًا للإناث. وسجل دخل الفرد الخاص بالمنطقة السكنية 36,757 دولارًا. وكانت نسبة 2.6% من العائلات ونسبة 5.1% من السكان تحت خط الفقر، وكان من هؤلاء نسبة 5.1% تحت سن الثامنة عشر ونسبة 2.9% في الخامسة والستين من العمر وما فوق.

### تعداد عام 2010
بلغ عدد سكان هارفي سيدارز 337 نسمة بحسب تعداد عام 2010، وبلغ عدد الأسر 169 أسرة وعدد العائلات 110 عائلة مقيمة في المنطقة السكنية. في حين سجلت الكثافة السكانية 109.4 نسمة لكل كيلومتر مربع (283.3/ميل2). وبلغ عدد الوحدات السكنية 1,214 وحدة بمتوسط كثافة قدره 394.2 لكل كيلومتر مربع (1,021.0/ميل2).
وتوزع التركيب العرقي للمنطقة السكنية بنسبة 99.11% من البيض و0.59% من الأمريكيين الأفارقة و0.30% من الأمريكيين ذوي الأصول الآسيوية و0.89% من الهسبانيون أو اللاتينيون من أي عرق.
بلغ عدد الأسر 169 أسرة كانت نسبة 13.6% منها لديها أطفال تحت سن الثامنة عشر تعيش معهم، وبلغت نسبة الأزواج القاطنين مع بعضهم البعض 59.8% من أصل المجموع الكلي للأسر، ونسبة 5.3% من الأسر كان لديها معيلات من الإناث دون وجود شريك،  بينما كانت نسبة 0% من الأسر لديها معيلون من الذكور دون وجود شريكة وكانت نسبة 34.9% من غير العائلات. تألفت نسبة 32% من أصل جميع الأسر من عدة أفراد يعيشون في نفس المنزل ونسبة 18.3% كانت تتألف من شخص يعيش بمفرده يبلغ من العمر 65 عاماً أو أكثر. وبلغ متوسط حجم الأسرة المعيشية 1.99، أما متوسط حجم العائلات فبلغ 2.47.
بلغ العمر الوسطي للسكان 61.6 عاماً. وكانت نسبة 11.6% من القاطنين تحت سن الثامنة عشر، وكانت نسبة 4.5% بين الثامنة عشر والرابعة والعشرين عاماً، ونسبة 10.1% كانت واقعةً في الفئة العمرية ما بين الخامسة والعشرين والرابعة والأربعين عاماً، ونسبة 32% كانت ما بين الخامسة والأربعين والرابعة والستين، ونسبة 41.8% كانت ضمن فئة الخامسة والستين عاماً فما فوق. وتوزع التركيب الجنسي للسكان بنسبة 49.3% ذكور و50.7% إناث.

## وصلات خارجية
- الموقع الرسمي